# Parlamentswahl in Katalonien 2006
- ICV-EUiA: 12
- ERC: 21
- PSC: 37
- Cs: 3
- CiU: 48
- PPC: 14

Links: Sitzverteilung im katalanischen Parlament nach der Wahl 2006.
Rechts: Wahlergebnisse in den 4 Wahlkreisen.
Mitte: Mehrheiten nach Wahlbezirken (die Grenzen der einzelnen Comarcas sind ebenfalls eingezeichnet):
CiU (Convergència i Unió)
CiU (Vorsprung >5 %)
PSC-CpC (Partit dels Socialistes de Catalunya)
PSC-CpC (Vorsprung >5 %)

Die Parlamentswahl in Katalonien 2006 fand am 1. November 2006 statt.

## Hintergrund
Die Wahlen zum katalanischen Regionalparlament wurden um etwa ein Jahr vorgezogen, nachdem die Mehrparteienkoalition aus den drei Linksparteien Sozialistische Partei Kataloniens (PSC), Republikanische Linke Kataloniens (ERC) und der grün-alternativen ICV-EUiA durch den Austritt der ERC auseinandergebrochen war. Unmittelbarer Grund hierfür waren Streitigkeiten über das neue Autonomiestatut von Katalonien, das in einer Volksabstimmung am 18. Juni 2006 bei allerdings enttäuschend niedriger Wahlbeteiligung angenommen worden war.
Neben dem politischen Dauerbrenner, der Frage nach dem Status Kataloniens innerhalb Spaniens, spielten auch Fragen wie die Reform des Steuersystems, die Immigration nach Spanien und die soziale Sicherung im anschließenden Wahlkampf eine Rolle. Im Ergebnis gewann die oppositionelle CiU an Stimmen und Sitzen hinzu und wurde zur stärksten Fraktion. Nach Verhandlungen kam es jedoch wieder zu einer Neuauflage der alten Dreiparteienkoalition aus PSC, ERC und ICV-EUiA. Zum Präsidenten der Generalitat de Catalunya wurde der Parteiführer der PSC José Montilla gewählt.

## Ergebnisse

### Ergebnisse landesweit
|  | Partei | Partei- Listenstimmen | Stimmen (in %) (Änderung) | Stimmen (in %) (Änderung) | Sitze gesamt (Änderung) | Sitze gesamt (Änderung) |
|  | --- | --------------------- | ------------------------- | ------------------------- | ----------------------- | ----------------------- |

Sitzverteilung im katalanischen Parlament nach der Wahl

|  | Convergència i Unió (CiU) - Convergència Democràtica de Catalunya (CDC) - Unió Democràtica de Catalunya (UDC) | 935.756               | 31,5 %                    | +0,6 %                    | 48                      | +2                      |
|  | Partit dels Socialistes de Catalunya (PSC)                                                                    | 796.173               | 26,8 %                    | −4,4 %                    | 37                      | −5                      |
|  | Esquerra Republicana de Catalunya (ERC)                                                                       | 416.355               | 14,0 %                    | −2,4 %                    | 21                      | −2                      |
|  | Partit Popular de Catalunya (PPC)                                                                             | 316.222               | 10,7 %                    | −1,2 %                    | 14                      | −1                      |
|  | Iniciativa per Catalunya Verds - Esquerra Unida i Alternativa (ICV-EUiA)                                      | 282.693               | 9,5 %                     | +2,2 %                    | 12                      | +3                      |
|  | Ciutadans - Partit de la Ciutadania (C's)                                                                     | 89.840                | 3,0 %                     | +3,0 %                    | 3                       | +3                      |
|  | Alle anderen                                                                                                  | 71.251                | 2,3 %                     |                           | 0                       |                         |
|  | Gesamt | 2.908.290             | 100,0 %                   |                           | 135                     |                         |

### Ergebnisse nach Wahlkreisen

#### Barcelona
|  | Partei | Partei- Listenstimmen | Stimmen (in %) (Änderung) | Stimmen (in %) (Änderung) | Sitze gesamt (Änderung) | Sitze gesamt (Änderung) |
|  | --- | --------------------- | ------------------------- | ------------------------- | ----------------------- | ----------------------- |
|  | Convergència i Unió (CiU) - Convergència Democràtica de Catalunya (CDC) - Unió Democràtica de Catalunya (UDC) | 664.723               | 29,9 %                    | +1,2 %                    | 27                      | +2                      |
|  | Partit dels Socialistes de Catalunya (PSC)                                                                    | 620.601               | 27,9 %                    | −5,2 %                    | 25                      | −4                      |
|  | Esquerra Republicana de Catalunya (ERC)                                                                       | 280.566               | 12,6 %                    | −2,5 %                    | 11                      | −2                      |
|  | Partit Popular de Catalunya (PPC)                                                                             | 248.165               | 11,1 %                    | −1,4 %                    | 10                      | −1                      |
|  | Iniciativa per Catalunya Verds - Esquerra Unida i Alternativa (ICV-EUiA)                                      | 230.968               | 10,3 %                    | +2,3 %                    | 9                       | +2                      |
|  | Ciutadans - Partit de la Ciutadania (C's)                                                                     | 78.525                | 3,5 %                     | +3,5 %                    | 3                       | +3                      |
|  | Alle anderen                                                                                                  | 55.013                | 2,0 %                     |                           | 0                       |                         |
|  | Gesamt | 2.178.561             | 100,0 %                   |                           | 85                      |                         |

#### Girona
|  | Partei | Partei- Listenstimmen | Stimmen (in %) (Änderung) | Stimmen (in %) (Änderung) | Sitze gesamt (Änderung) | Sitze gesamt (Änderung) |
|  | --- | --------------------- | ------------------------- | ------------------------- | ----------------------- | ----------------------- |
|  | Convergència i Unió (CiU) - Convergència Democràtica de Catalunya (CDC) - Unió Democràtica de Catalunya (UDC) | 104.840               | 38,1 %                    | −0,5 %                    | 7                       | =                       |
|  | Partit dels Socialistes de Catalunya (PSC)                                                                    | 60.755                | 22,1 %                    | −1,5 %                    | 4                       | =                       |
|  | Esquerra Republicana de Catalunya (ERC)                                                                       | 52.799                | 19,2 %                    | −2,7 %                    | 4                       | =                       |
|  | Iniciativa per Catalunya Verds - Esquerra Unida i Alternativa (ICV-EUiA)                                      | 20.798                | 7,6 %                     | +2,3 %                    | 1                       | =                       |
|  | Partit Popular de Catalunya (PPC)                                                                             | 19.808                | 7,2 %                     | −0,8 %                    | 1                       | =                       |
|  | Ciutadans - Partit de la Ciutadania (C's)                                                                     | 2.584                 | 0,9 %                     | +0,9 %                    | 0                       | 0                       |
|  | Alle anderen                                                                                                  | 7.229                 | 1,9 %                     |                           | 0                       |                         |
|  | Gesamt | 268.993               | 100,0 %                   |                           | 17                      |                         |

#### Lleida
|  | Partei | Partei- Listenstimmen | Stimmen (in %) (Änderung) | Stimmen (in %) (Änderung) | Sitze gesamt (Änderung) | Sitze gesamt (Änderung) |
|  | --- | --------------------- | ------------------------- | ------------------------- | ----------------------- | ----------------------- |
|  | Convergència i Unió (CiU) - Convergència Democràtica de Catalunya (CDC) - Unió Democràtica de Catalunya (UDC) | 72.916                | 39,9 %                    | −1,5 %                    | 7                       | =                       |
|  | Partit dels Socialistes de Catalunya (PSC)                                                                    | 40.097                | 21,9 %                    | −0,5 %                    | 3                       | −1                      |
|  | Esquerra Republicana de Catalunya (ERC)                                                                       | 32.304                | 17,7 %                    | −2,2 %                    | 3                       | =                       |
|  | Partit Popular de Catalunya (PPC)                                                                             | 16.605                | 9,1 %                     | −0,5 %                    | 1                       | =                       |
|  | Iniciativa per Catalunya Verds - Esquerra Unida i Alternativa (ICV-EUiA)                                      | 12.018                | 6,5 %                     | +2,2 %                    | 1                       | +1                      |
|  | Ciutadans - Partit de la Ciutadania (C's)                                                                     | 1.761                 | 0,9 %                     | +0,9 %                    | 0                       | 0                       |
|  | Alle anderen                                                                                                  | 2.456                 | 0,9 %                     |                           | 0                       |                         |
|  | Totals | 178.157               | 100,0 %                   |                           | 15                      |                         |

#### Tarragona
|  | Partei | Partei- Listenstimmen | Stimmen (in %) (Änderung) | Stimmen (in %) (Änderung) | Sitze gesamt (Änderung) | Sitze gesamt (Änderung) |
|  | --- | --------------------- | ------------------------- | ------------------------- | ----------------------- | ----------------------- |
|  | Convergència i Unió (CiU) - Convergència Democràtica de Catalunya (CDC) - Unió Democràtica de Catalunya (UDC) | 93.277                | 32,4 %                    | −1,3 %                    | 7                       | =                       |
|  | Partit dels Socialistes de Catalunya (PSC)                                                                    | 74.720                | 25,9 %                    | −2,3 %                    | 5                       | =                       |
|  | Esquerra Republicana de Catalunya (ERC)                                                                       | 50.686                | 17,6 %                    | −1,4 %                    | 3                       | =                       |
|  | Partit Popular de Catalunya (PPC)                                                                             | 31.644                | 11,0 %                    | −0,7 %                    | 2                       | =                       |
|  | Iniciativa per Catalunya Verds - Esquerra Unida i Alternativa (ICV-EUiA)                                      | 18.729                | 6,5 %                     | +1,3 %                    | 1                       | =                       |
|  | Ciutadans - Partit de la Ciutadania (C's)                                                                     | 6.970                 | 2,4 %                     | +2,4 %                    | 0                       | 0                       |
|  | Alle anderen                                                                                                  | 6.553                 | 1,7 %                     |                           | 0                       |                         |
|  | Gesamt | 282.579               | 100,0 %                   |                           | 18                      |                         |